# Palácio da Aljafería
A Aljafería é um palácio fortificado construído na segunda metade do século XI, durante o reinado de Amade Almoctadir, em Saragoça, que servia como coresidência dos reis hudidas e que reflete o esplendor alcançado pela Taifa de Saragoça no momento de seu máximo apogeu político e cultural.
Sua importância reside no fato de que é o único testemunho conservado de um grande edifício da arquitectura islâmica espanhola da época das taifas. De modo que, se conserva um magnífico exemplo do Califado de Córdova, sua grande mesquita (século X), e outro do "canto do cisne" da cultura islâmica, a Alhambra de Granada, esta já do século XIV, deve-se incluir na tríade da arquitectura hispano-muçulmana a Aljafería de Saragoça (século XI) para conhecer as realizações da arte taifa dessa época intermédia de reinos independentes anterior à chegada dos almorávidas.
Depois da reconquista de Saragoça em 1118 por Afonso I, o Batalhador passou a ser residência dos reis cristãos de Aragão, com o que a Aljafería se converteu no principal foco difusor do mudéjar aragonês. Foi utilizada como residência régia por Pedro IV, o Cerimonioso e posteriormente, na planta principal, foi efetuada uma reforma que converteu estas estâncias em palácio dos Reis Católicos em 1492. Em 1593 experimentou outra reforma que a converteria em fortaleza militar, primeiro segundo desenhos renascentistas (que hoje se podem observar no seu entorno, fosso e jardins) e mais tarde como aquartelamento de regimentos militares. Sofreu reformas contínuas, e grandes danos, sobretudo com os Sítios de Saragoça da Guerra da Independência Espanhola até que finalmente foi restaurada na segunda metade do século XX e atualmente acolhe as Cortes de Aragão.
Em sua origem a construção se fez extramuros da muralha romana, no plano de que seria o local onde os muçulmanos desenvolveriam seus exercícios militares conhecido como "La Almozara". Com a expansão urbana através dos anos, o edifício terminou por ficar dentro da cidade. Possui apenas um pequeno entorno ajardinado que fica insulado pelas ruas que passam a poucos metros dali.

## A torre do Trovador
A edificação mais antiga da Aljafería é a chamada "torre do Trovador", que recebeu este nome a partir do drama romântico de Antonio García Gutiérrez, El trovador, de 1836. Este drama foi convertido em libreto para a ópera de Giuseppe Verdi, il Trovatore, de 1853.
Trata-se duma torre defensiva, de planta quadrangular e cinco pisos, que data de finais do século IX, no período governado pelo primeiro Tuyibi, Muhammad Alanqar, que foi nomeado por Maomé I, emir independente do Emirado de Córdova. A torre mantém vestígios da base dos grossos muros de aparelho de silhares de alabastro em sua parte inferior, e continuada com outros unidos por concreto simples de gesso e cal, cada vez mais finos à medida que ganham altura. O exterior não reflete a divisão interna em cinco pavimentos e aparece como um enorme prisma maciço apenas cortados por vãos falhados. O acesso ao interior era feito através duma pequena porta em altura de modo que do solo somente se poderia acedê-la com uso duma escada. Sua função inicial era, por estes indícios, eminentemente militar.

O primeiro pavimento conserva a estrutura construtiva do século IX, que abriga duas naves e seis intervalos separados por dois pilares cruciformes dos quais partem arcos de ferradura rebaixados. Apesar de sua simplicidade, conformam uma edificação equilibrada, que acolhe o teto ao modo das mesquitas califais e que podem ser usadas para banhos.
O segundo piso repete o mesmo esquema espacial do precedente, e se observam restos do feitio muçulmana do século XI nos ladrilhos, o que indica que este foi reconstruído possivelmente na época do palácio de Amade Almoctadir.
O terceiro pavimento, cuja estrutura também seria do século XI, com arcos também de ferradura, aparecem pinturas no teto com motivos geométricos da arte mudéjar, onde se podem ler os nomes de Enéas, Amor e Vênus, e que datam, possivelmente, do século XIV. Algo similar ocorre no aspecto dos dois últimos andares, de feitio mudéjar, e cuja construção se deve à edificação do palácio Pedro IV em anexo, e que está em comunicação com a Torre do Trovador por um corredor, configurando-se assim qual uma torre de menagem. Os arcos desses andares já refletem a estrutura cristã, pois são arcos ligeiramente pontiagudos, e suportam tetos ao invés de abóbodas, e sim estruturas planas em madeira.
Sua função, nos séculos IX e X era a de torre de vigia e bastião defensivo. Estava rodeada por um fosso. Foi integrada depois pelos hudidas na construção do castelo-palácio da Aljafería, constituindo-se numa das torres da trama defensiva do lado norte externo. A partir da conquista cristã, seguiu-se o uso como torre de menagem e em 1486 converteu-se em prisão para a Inquisição espanhola. Como torre-prisão foi usada também nos séculos XVIII e XIX, como demonstram as numerosas inscrições feitas ali pelos encarcerados.

## O palácio taifal
A construção do palácio foi ordenada por Amade Almoctadir ("o Poderoso"), segundo monarca da dinastia dos hudidas, como símbolo do poder alcançado pela Taifa de Saragoça na segunda metade do século XI. O rei chamou ao seu palácio Qasr al-Surur ("Palácio da Alegria") e a sala do trono onde presidia as recepções e embaixadas "Mailis Aldaabe" (Salão Dourado), como atestam os versos seguintes de sua própria autoria:
| “ | Oh, Palácio da Alegria!, Oh, Salão Dourado! Graças a vós cheguei ao cume dos meus desejos. E mesmo que no meu reino não tivesse outra coisa, para mim sois tudo o que poderia sonhar. | ” |

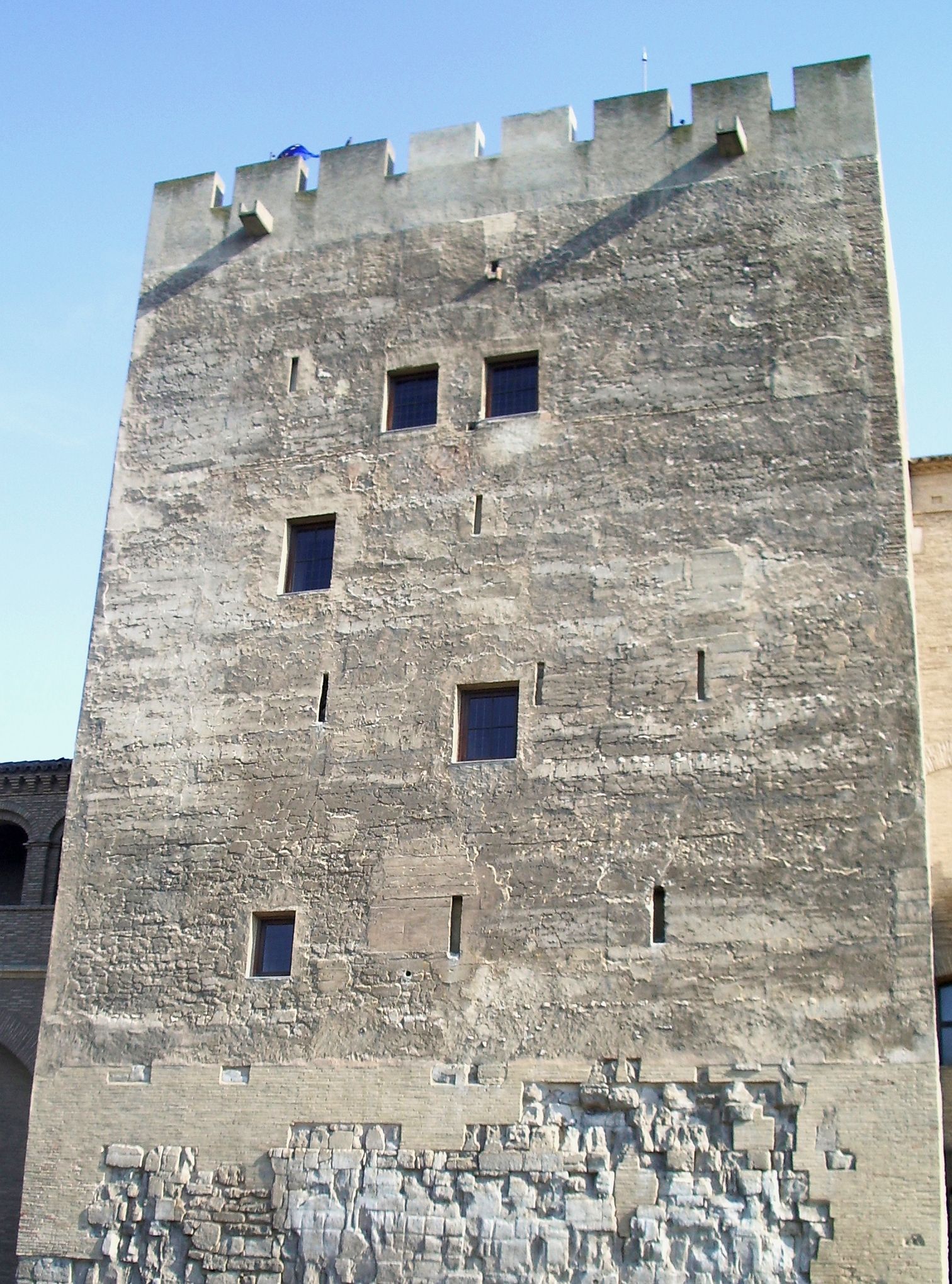
Torre do Trovador

O nome Aljafería é documentado pela primeira vez num texto de Aljazar de Saragoça (fl.  1085–1100) e outro de ibne Idari de 1109, como derivação do prenome de Almoctadir, Abu Jafar, e de «Ja'far», «al-Jafariyya», que evoluiu para «Aliafaria» e daí a «Aljafería».
A disposição geral do conjunto do palácio adota o arquétipo dos castelos omíadas do deserto da Síria e Jordânia da primeira metade do século VIII (como os de Alcácer Alair Alçarci, Mesata, Jirbate Almafiar e, já na primeira etapa abássida, o castelo de Ujaidir) que eram de planta quadrada e com torreões ultra-semi-circulares no panos (Lanço de muralha, etc., em obra que tem mais de uma face) com um espaço central tripartido, que deixa assim três espaços retangulares dos quais o central aloja um pátio com tanques e, nos extremos setentrional e meridional deste, os salões palatinos e as dependências da vida cotidiana.
Na Aljafería se rende homenagem a este modelo de castelo-palácio, cuja zona nobre está situada no segmento central de sua planta quadrada, se bem que o alinhamento dos lados dessa planta seja irregular. O retângulo central que acolhe as dependências palacianas, organizado em torno dum pátio com reservatórios frente aos pórticos norte e sul ao qual confluem as estâncias e salões reais.

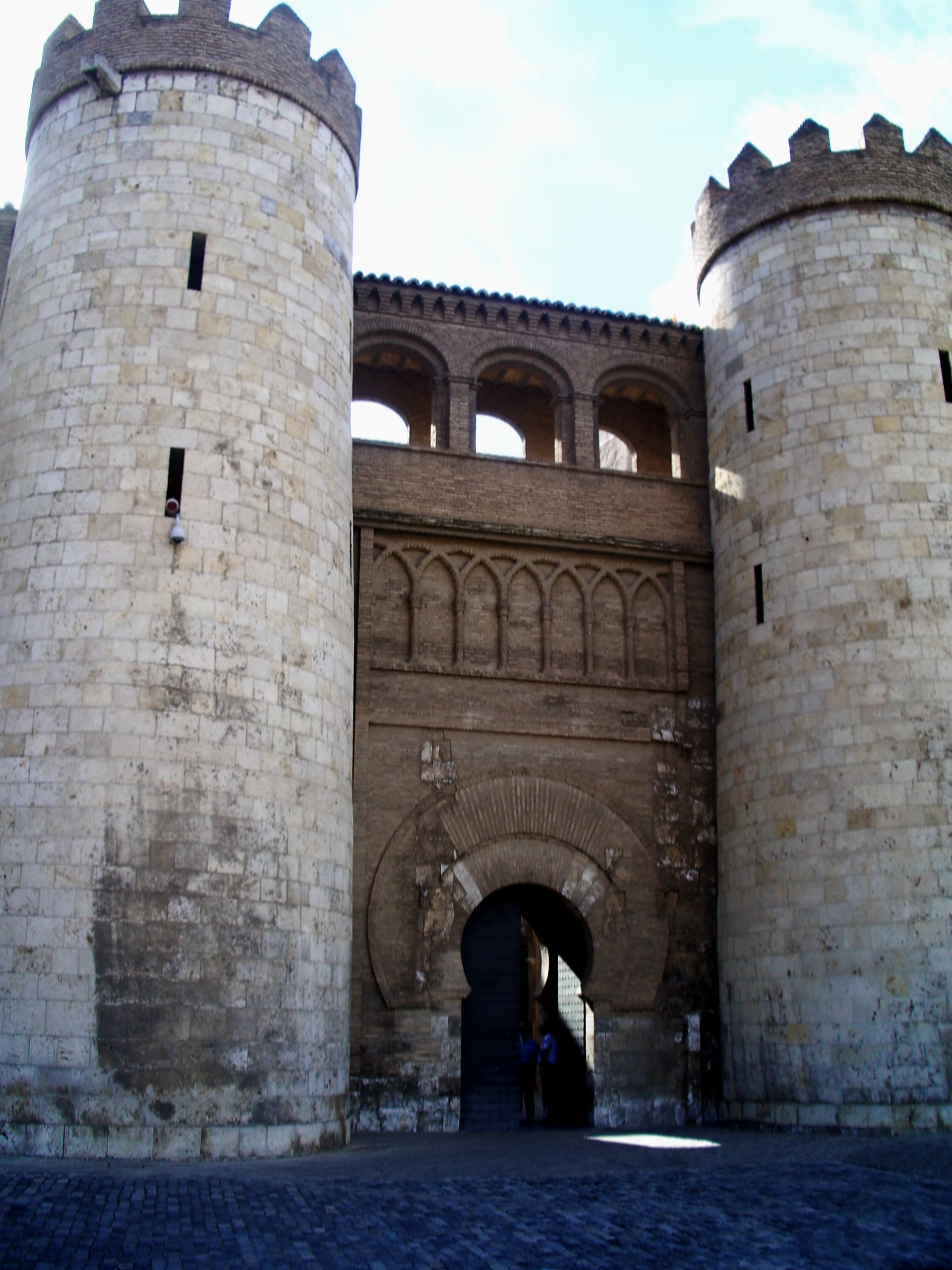
Portão de acesso ao palácio

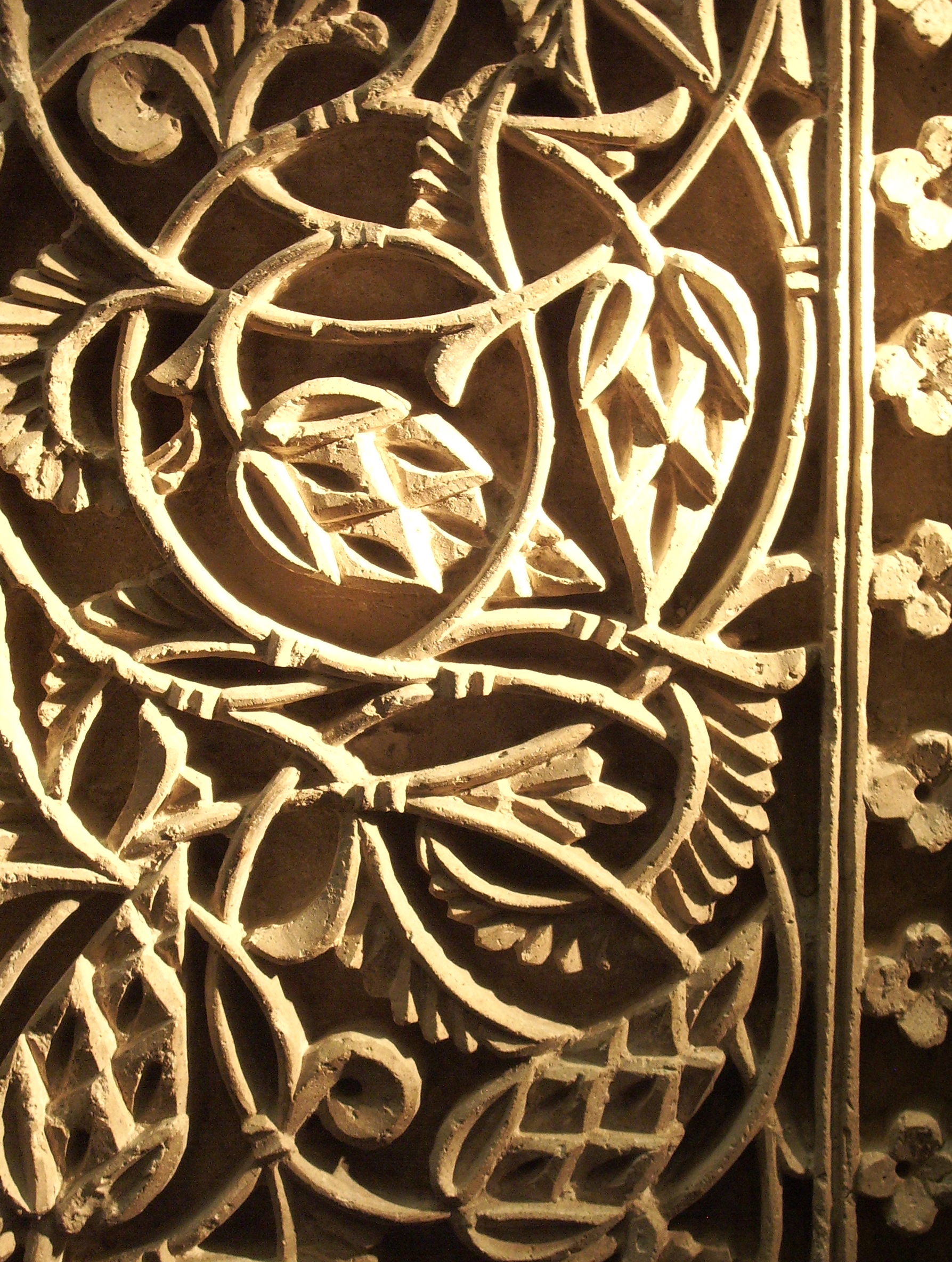
Ornamentação em ataurique (arabesco), século XI

Nos extremos norte e sul situam-se os pórticos e dependências de habitação, e no caso da Aljafería, o mais importante destes setores é o norte, que originalmente estava dotado de um segundo andar e possuía maior profundidade, além de ser precedido por uma testada de colunas aberta e profusamente decorada, que se estendia em dois braços através de dois pavilhões em seus flancos e que servia de pórtico teatral ao salão do trono (o "salão dourado" dos versos de Almoctadir) situado ao fundo. Com era produzido um jogo de alturas e diversos volumes cúbicos que começavam pelos corredores perpendiculares dos extremos, ressaltando com a presença da altura do segundo piso e finalizando com a torre do Trovador, que oferecia seu volume ao fundo à vista do espectador situado no pátio. Todo ele, refletido pelo algibe (cisterna), realçava a ala real, o que se corroborava com a presença no extremo oriental da testada norte de uma pequena mesquita privada, com mirabe.
No centro da parede norte do interior do Salão Dourado havia um arco cego — onde ficava o rei — em cuja rótula se dispunha uma trama geométrica bem tradicional imitando a gelosia da fachada do mirabe da Mesquita de Córdova, edifício que se procurava copiar. Deste modo, desde o pátio, aparecia semi-oculto pelas tramas de colunas tanto a arcaria de acesso ao Salão Dourado, como as do pórtico imediato, que davam um aspecto de gelosia, uma ilusão de profundidade, que causava admiração ao emprestava esplendor à figura do monarca.
Para recordar o aspecto do palácio em fins do século XI tem-se que imaginar que todos os relevos de vegetais, geométricos e epigráficos estavam policromados em tons em que predominava o vermelho e o azul para os fundos, e o dourado para os relevos que, junto com os rodapés de mármore branco, davam ao conjunto um aspecto de grande magnificência.
As diversas alterações sofridos pela Aljafería fizeram desaparecer desta disposição do século XI grande parte dos estuques que compunham a decoração e, com a construção do palácio dos Reis Católicos em 1492, todo o segundo pavimento, desapareceram os arremates dos arcos taifais. Na restauração atual se observam em cores mais escuras os atauriques originais e em acabamento branco e liso a reconstrução em gesso da decoração dos arcos, cuja estrutura, esta sim, permaneceu imutável.
A decoração das paredes do Salão Dourado desapareceu em sua maior parte, ainda que se tenham conservado restos de seus ornatos no Museu de Saragoça e no Museu Arqueológico Nacional em Madri. Francisco Iñíguez inciou sua restauração, repondo as decorações que existiam em seus locais de origem e extraindo lances completos das arcadas do pórtico sul.
Estas foram as funções e aspectos do palácio hudida do século XI. A seguir se detalham as partes mais importantes do edifício tal como se encontra na atualidade.